# Nordland
Nordland er et fylke i Norge. Befolkningstallet var på 243.385 indbyggere i 2018. Administrationen er placeret i Bodø. De tre vigtige byer Bodø, Mo i Rana og Narvik ligger i fylket. Fra Narvik er der jernbaneforbindelse til Kiruna i Sverige, men ikke syd- eller nordpå i Norge.
Fylket skæres af polarcirklen. Norges næststørste gletsjer, Vestre Svartisen, den næststørste sø, Røssvatnet, og den næstsdybeste fjord, Tysfjorden (897 m) ligger alle i Nordland.

## Geografi
Nordland strækker sig omkring 500 km fra Trøndelag til Troms og Finnmark. Strækningen langs vejen fra syd i fylket til nord er ca. 800 km, mens den er 513 km i luftlinje.
Nordland har en kyst med mange fjorde. Den bedst kendte er Vestfjorden, som ikke er en egentlig fjord, men en åben havstrækning mellem øgruppen Lofoten og fastlandet. Der er bare få kilometer fra Andenes til kontinentalsoklen. Ingen andre steder i Norge er det dybe hav så nært kysten. Kendte tidevandsstrømme i fylket er Saltstraumen syd for Bodø, og Moskstraumen yderst i Lofoten.
Kalksten er meget almindelig i Nordland og derfor er der mange grotter i fylket. Den mest berømte er Grønligrotta i Rana. Der er flere grotter i Rana end i noget andet område i Nordeuropa. Nordeuropas dybeste grotte, Råggejávrrerájgge ligger i Hamarøy kommune, ved Musken i Hellemofjorden (Oarjjevuodna) inderst i Tysfjorden. I august 2006 blev Tjoarvekrajgge-grotten i Sørfold undersøgt og bekræftet i at være den længste grotte i Skandinavien, mere end 20 km lang. Marmor er fundet flere steder, og Fauske bliver af og til kaldt Marmorbyen og derfra er der eksporteret marmor til hele verden, (bl.a. til FN-bygningen i New York City). Dele af fjeldene i Lofoten er blandt verdens ældste, mindst 3 milliarder år. Andøya, er kendt for fossiler af dinosaurer og andre livsformer.

### Klima
Nordland har et mildt klima set i forhold til breddegraderne og de yderste øer har en gennemsnitstemperatur på 0 ℃ om vinteren, 25 ℃ over det tilsvarende for andre steder på samme breddegrad. Selv om fylket dækker 5 breddegrader er der små temperaturforskelle med 5,6 ℃ som årsmiddeltemperatur i syd til 4,0 ℃ i nord.
Kysten har et relativt mildt klima, mens vintrene er koldere i indlandet. Fjordene modererer dog klimaet. Pga. midnatssolen kan sommernætterne være milde. En af de varmeste tropenætter i Norge er målt i Alstahaug med en minimumstemperatur på 25 ℃. Med nordlige vinde kan sommertemperaturen imidlertid komme på i 8 ℃. Østlig vind giver tørt og klart vejr (luften tvinges over bjergkæden Kjølen langs grænsen til Sverige og afgiver fugtighed), med varme om sommeren og kold, klar luft om vinteren. Sydvestlige vinder er almindelig og bringer fugtighed og mild luft fra Atlanterhavet. Efteråret er den fugtigste årstid langs nordlandskysten, mens perioden fra april til juni er den tørreste.
På indlandet er det betydelig koldere, flere steder er døgnmiddeltemperaturen i januar mellem −9 og −12 ℃. Årsmiddeltemperaturen ligger der mellem 1 ℃ og 2,7 ℃. Mange steder på indlandet har også døgnmiddeltemperaturer i juli på mellem 11 ℃ og 13,8 ℃, dvs. at der er væsentlig forskel på somre og vintre. De indre dele af Nordland har som regel en blanding af indlandsklima og subarktisk klima.
Over skovgrænsen går det over til alpin tundra klima, og visse steder i højfjeldet er der også permafrost.
Nedbørsmængderne i Nordland er generelt store, mellem 1200 og 2260 mm for store dele af fylket. Store dele af Nordland er derfor defineret som tempereret boreal kystregnskov. De indre dalstrøg i Nordland er betydelig tørrere, fra 900 mm og helt ned til 265 mm i Saltdal.
Solforholdene varierer meget i fylket fra Andenes i nord som har midnatssol fra 22. maj til 20. juli og mørketid fra 28. november til 16. januar, Helgeland er syd for polarcirklen og har ca. tre timer dagslys ved vintersolhverv. Fylkeshovedstaden Bodø har på sin side midnatssol fra 3. juni til 8. juli, men har kun to uger mørketid mellem 15. december og 28. december.

## Kommuner
Der er 44 kommuner i Nordland Fylke (den ubeboede Jan Mayen er ikke medregnet):
| 1. Alstahaug 2. Andøy 3. Ballangen 4. Beiarn 5. Bindal 6. Bø 7. Bodø 8. Brønnøy 9. Dønna 10. Evenes 11. Fauske 12. Flakstad 13. Gildeskål 14. Grane 15. Hadsel 16. Hamarøy 17. Hattfjelldal 18. Hemnes 19. Herøy 20. Leirfjord 21. Lødingen 22. Lurøy | 1. Meløy 2. Moskenes 3. Narvik 4. Nesna 5. Øksnes 6. Rana 7. Rødøy 8. Røst 9. Saltdal 10. Sømna 11. Sørfold 12. Sortland 13. Steigen 14. Tjeldsund 15. Træna 16. Tysfjord 17. Værøy 18. Vågan 19. Vefsn 20. Vega 21. Vestvågøy 22. Vevelstad | Location of Nordland Municipalities |